# Sven Hassel
Sven Hassel (Frederiksborg, 19 d'abril de 1917 - Barcelona, 21 de setembre de 2012) és el pseudònim de l'escriptor danès Børge Willy Redsted Pedersen conegut per les seves novel·les bèl·liques, les quals tenen un gran renom, ja que de les seves 14 novel·les s'han venut 50 milions de còpies, i s'han traduït a 20 idiomes.

## Biografia
Els seus pares van ser el moliner danès Peder Oluf Pedersen i la seva dona Maren Hansine Andersen. Més tard, com a autor, va utilitzar el pseudònim de Sven Hassel.
La crisi generalitzada de 1930 va fer que emigrés a Alemanya buscant treball. Un any més tard, en 1931, es va enrolar a la marina mercant, amb només 14 anys, com a mosso de cabina. En 1937 s'enrola en l'exèrcit alemany, al 7è Regiment de Cavalleria, on li obliguen a obtenir la nacionalitat alemanya per poder seguir enrolat en l'exèrcit. Tan bon punt ho fa, és destinat al 2n Regiment de Tancs de Combat, amb el que va participar en 1939 a la invasió de Polònia, on es va inspirar per crear el llibre de La Legió dels Condemnats, en 1953. En 1957, una febre caucàsica que va agafar durant la guerra, va fer que es passés en el llit quasi 2 anys. Quan es va recuperar, va seguir escrivint les seves novel·les. A principis de 1964, va emigrar cap a Barcelona, on va viure fins a la seva mort, adoptant així la nacionalitat espanyola. Va afirmar que l'objectiu de les seves obres era ensenyar al jovent com n'era d'horrible la guerra. En total ha venut 53 milions d'exemplars de les seves novel·les, traduïdes a 25 idiomes.

## Les seves obres literàries
En les seves obres narra les aventures d'un grup de soldats alemanys, que sempre estan desobeint els seus superiors i el reglament, la majoria venen de regiments de càstig. És un petit grup de companys i camarades de front, que tot i tenir les seves diferències i viure experiències horribles en diversos escenaris i campanyes, com Rússia, Itàlia, França, etc, sempre es mantenen units i cuiden els uns dels altres. Aquests camarades i ell, quasi sempre són enviats a missions quasi suicides, on són obligats a anar, o ho fan per voluntat pròpia, pero sempre amb l'objectiu d'aconseguir algun benefici. Aquests soldats estan en contra del feixisme i antisemitisme del Reich de Hitler, tant que fins i tot amaguen jueus, entre altres bajanades que fan, les quals, la majoria estarien castigades amb l'afusellament.
Els seus personatges principals són:
- El Legionari (Alfred Kalb, caporal).
- El Vell (Willie Beier, sergent).
- Germanet (Wolfgang Creutzfeldt).
- Julius Heide ("devorador de jueus").
- Porta (Josef Porta).
- Peter Barcelona Blom (Sergent).
- Gregor Martin.
- Oberst Hinka (coronel).
- Sven (Sven Hassel): és l'autor.
- Albert (Albert Mumbuto).

L'autor explica les experiències d'aquests soldats de tancs en el regiment de càstig al que estan assignats.

### Obres
- La legió dels condemnats (1953)
- Els panzers de la mort (1958) ; se'n va fer una pel·lícula en 1987.
- Camarades de front (1960)
- Batalló de càstig (1962)
- Monte Cassino (1963)
- Gestapo (1963)
- Liquideu París! (1967)
- General SS (1969)
- Comandament "Reichsfüshrer" Himmler (1971)
- Els vaig veure morir (1975)
- El camí sagnant (1977)
- Execució (1979)
- Presó GPU (1981)
- El comissari (1985)
- La gloriosa derrota (Pòstuma, 2013).